# Алдо Баларин
Алдо Баларин (на италиански: Aldo Ballarin) е италиански футболист, защитник, част от състава на Великият Торино.

## Кариера
Баларин играе 5 сезона (166 мача, 3 гола) в Серия А за Триестина и Торино. Той прави дебюта си за националния отбор на Италия на 11 ноември 1945 г. в мач срещу Швейцария.
Неговите по-малки братя Дино Баларин и Серджо Баларин също играят футбол професионално. За да се разграничават, Алдо е наричан Баларин I, Дино – Баларин II и Серджо – Баларин III.
Алдо Баларин загива с брат си Дино в катастрофата в Суперга, близо до Торино. Стадионът в родния му град, където играе тимът на Клодиензе, е преименуван в тяхната чест.

## Отличия
Торино
- Серия А: 1945/46, 1946/47, 1947/48, 1948/49